# میزونیدازول
میزونیدازول (به انگلیسی: Misonidazole) یک ترکیب شیمیایی با شناسه پاب‌کم ۲۶۱۰۵ است. 